# جو إس. جاكسون
جو إس. جاكسون (بالإنجليزية: Joe S. Jackson)‏ هو كاتب حول الرياضة أمريكي، ولد في 25 يوليو 1871 في بروفيدنس في الولايات المتحدة، وتوفي في 19 مايو 1936 في سان فرانسيسكو في الولايات المتحدة.